# Gerwin Spalink
Gerwin Spalink (* 6. Juli 1971 in München) ist ein deutscher Schlagzeuger, Multiinstrumentalist, Komponist und Philanthrop

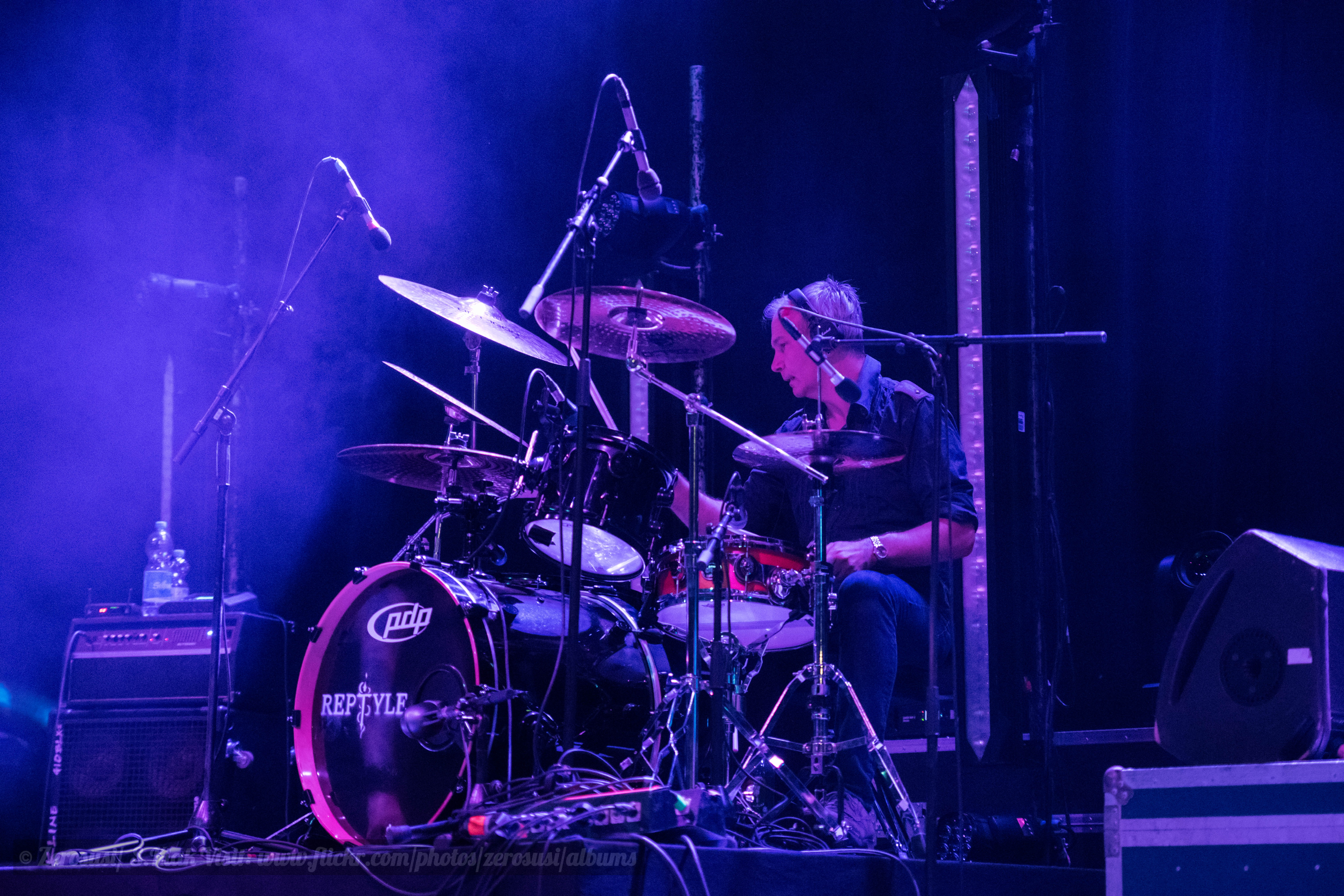
Gerwin Spalink 2022 Turbinenhalle Oberhausen

## Leben
Spalink hat sich musikalisch im Fusion-, Rock- und Popmusik-Genre etabliert. Bekannt geworden ist er vor allem als Mitglied der Gothic-Rock-Band The House of Usher und der Steampunk-Band Violet (The Violet Steam Experience). Spalink ist außerdem als Live- und Studiomusiker tätig, unter anderem für Michael Witte und Reptyle. Neben seiner Tätigkeit als Musiker arbeitet Gerwin Spalink als freier Autor und Komponist. Im Jahre 2020 schrieb er die Musik für ein freimaurerisches Requiem (Requiem Massonika) und widmete dieses Werk der Osnabrücker Freimaurerloge „Zum Goldenen Rade“.
2022 gründete er die Alfred-Hans-Gottfried-Benzler-Stiftung, die vorrangig Bildungsprojekte für geflüchtete Kinder / Jugendliche fördert und sich für die Ausbildung des wissenschaftlichen Nachwuchses einsetzt.
Im Juli 2025 verließ Gerwin Spalink  The House of Usher und wechselte zur Hard-Rock-Band Liquid Meat, die Band um den Sänger und Gitarristen Freddie Mack, Patensohn des 1991 verstorbenen Queen-Frontmanns Freddie Mercury. Der Stil der Band verbindet klassischen Hard Rock mit modernen Alternative-Einflüssen. Spalinks Wechsel markierte eine stilistische Neuorientierung hin zu einem raueren, gitarrenlastigen Sound.

## Diskografie (Auswahl)
- 1999: Mainstreet / Toyota Song, bg Records
- 2000: Unique Club / Orange Rain
- 2001: Unique Club / M.A.R.S., DocMa Klang Studio
- 2001: Celebraten / Demo, DocMa Klang Studio
- 2001: Michael Witte / Fisch auf Asphalt, Brainstorm
- 2002: Unique Club / HOT, Turtle Studio
- 2004: Unaware live in London, Bull and Gate
- 2006: Michael Witte, Die Welt Bewegt, Housemaster
- 2009: Michael Witte & Band, Strassen & Kurven, Timezone
- 2013: Violet, Equinoxe Records/ALIVE
- 2013: Michael Witte & Band, Zirkushimmel, Timezone
- 2013: Prometheus Video – The Violet Steam Experience
- 2015: Michael Witte & Band – Kanal 21 Fernsehkonzert DVD
- 2017: Vitae / Spirit, Equinoxe Records
- 2019: The House Of Usher / Reptyle –  Hybernation – 7" Vinyl Split Single – Equinoxe Records
- 2020: Gerwin Spalink, Requiem Massonica – Maurerische Trauermusik
- 2020: Lebendig Skalpiert – Original Soundtrack, Blu-Ray & DVD
- 2020: The House Of Usher, Holyghost, Equinoxe Records
- 2021: Reptyle, Decrypt The Void, LP Blue Vinyl, Equinoxe Records
- 2021 Jezibaba, Into The Woods, LP Vinyl, Equinoxe Records
- 2023 The House Of Usher,  Echosphere, Equinoxe Records
- 2023 The House Of Usher, Iconography, Equinoxe Records
- 2024 Gerwin Spalink, Requiem Massonica, Limited 10" Vinyl Record
- 2024 Jezibaba, A Wicked Breath Of Death, Brokensilence / Eygenutz Records
- 2024 Gerwin Spalink, From Rough Stone To Polished Grace, EP, New Cross Gate Studios
- 2025 Gerwin Spalink, Builders Of The Day And Night, EP, New Cross Gate Studios